# Ersi Danou
Ersi Danou, född 20 augusti 1964, är en grekisk manusförfattare, filmproducent och regissör .

## Filmografi[2]
- (1990) - To onoma mou einai Anna - manusförfattare och producent.
- (2003) - Mia Thalassa Makria (A sea apart) - manusförfattare och regissör.
- (2016) - The HOA - producent
- (2017) - Kingdom by the Sea - producent